# David Della Rocco
David Della Rocco (ur. 4 maja 1952) – włosko-amerykański aktor i komik. Najbardziej znany z kultowego thrillera kryminalnego Święci z Bostonu (The Boondock Saints, 1999), gdzie zagrał postać nazwaną jego imieniem i nazwiskiem. Della Rocco jest przyjacielem reżysera i scenarzysty Troya Duffy’ego, który rolę w owym projekcie stworzył specjalnie dla niego. Aktor odegrał tę rolę raz jeszcze w sequelu filmu zatytułowanym The Boondock Saints II: All Saints Day (2009).

## Filmografia
- 1999 Święci z Bostonu jako Rocco
- 2008 Jake’s Corner jako Wheels
- 2009 Święci z Bostonu II – Dzień Wszystkich Świętych jako Rocco